# Amelia Womack
Amelia Helen Womack (Newport, 12 gennaio 1985) è una politica britannica.

## Biografia
Amelia Helen Womack è nata nel 1985 in Galles. Ha frequentato la Bassaleg School, una scuola pubblica globale nel sobborgo di Bassaleg, dal 1996 al 2003. Ha studiato biologia ambientale presso l'Università di Liverpool e poi ha conseguito un master in tecnologia ambientale presso l'Imperial College di Londra nel 2009, con una tesi dal titolo "Chi ha paura del diritto ambientale? In che modo il diritto dell'ecocidio può proteggere il nostro ambiente per la resilienza delle imprese".

## Carriera politica
Womack è entrata a far parte del Partito Verde di Inghilterra e Galles intorno al 2000. È stata candidata verde per Herne Hill al Consiglio di Lambeth, alle elezioni locali del Regno Unito del 2014 e per Londra alle elezioni europee del 2014, anche se non ha vinto alcun seggio. È stata eletta vice leader del Partito Verde nel settembre 2014, pronunciando il suo primo discorso nel ruolo alla conferenza del partito il 6 settembre. Essendo stato eletto all'età di 29 anni, Womack è il più giovane vice leader di qualsiasi partito politico nel Regno Unito.
Si è candidata per Camberwell e Peckham nelle elezioni generali del 2015, classificandosi terza con poco più del 10% dei voti.
Nel settembre 2015, Womack ha annunciato la sua intenzione di candidarsi per il Partito dei Verdi del Galles all'Assemblea nazionale per le elezioni del 2016 in Galles. Womack è stata rieletta di nuovo vice leader del Partito Verde di Inghilterra e Galles nel settembre 2018. Attualmente sta adempiendo un mandato di due anni. Nell'agosto 2019, Womack è stata nuovamente nominata dal Partito Verde del Galles come candidata per Newport West in una possibile elezione generale anticipata. Womack si è candidata alle elezioni generali del 2019. È arrivata di nuovo sesta, ma questa volta su un gruppo di sei candidati. Ha ottenuto una quota di voti minore rispetto alle elezioni suppletive, ottenendo il 2,1% del totale dei voti espressi.
Nel giugno 2020, Womack ha annunciato la sua intenzione di candidarsi di nuovo come vice capo. Il 9 settembre 2020, è stato annunciato che era stata rieletta dai membri del partito per un quarto mandato.
Womack si candida come la principale candidata del suo partito nel sud-est del Galles alle elezioni del Senedd del 2021.